# Sicydiinae
Sicydiinae — підродина родини Оксудеркових (Oxudercidae). Населяють переважно стрімкі гірські потоки тропічних островів. Для них характерним є наявність добре розвиненого присоску замість черевних плавців, а також амфідромний спосіб життя. Дорослі особини сягають від 2 до 15 см довжиною. Деякі види є популярними об'єктами акваріумістики.

## Роди
Підродина містить 8 родів:
- Akihito Watson, Keith, and Marquet, 2007
- Cotylopus Guichenot, 1863
- Lentipes Günther, 1861
- Parasicydium Risch, 1980 
- Sicyopterus Gill, 1860
- Sicyopus Gill, 1863
- Stiphodon Weber, 1895
- Sicydium Cuvier & Valenciennes, 1837